# Готовицкие
Готовицкие (пол. Hotowicki) — дворянский род.

## История
Родословная Готовицких по коленам, ведущим к Готовицкой Марии Михайловне:
- Готовицкий Николай (около 1730 года рождения), секунд-майор Изюмского полка[1].
- Готовицкий Иван Николаевич, прапорщик.
- Готовицкий Михаил Иванович (1789—1852), ротмистр Изюмского полка.
- Готовицкая Мария Михайловна (07.09.1838[2]—191?), дворянка.

Наиболее ранний известный предок — Николай Готовицкий. Из малороссийских старшинских детей. Начал службу в Изюмском полку вахмистром в 1757 году. 20 мая 1761 года произведён из вахмистров в прапорщики. 1 января 1767 года произведен в поручики, а 25 мая 1771 года — в капитаны. 28 июля 1777 года уволен в отставку «за болезнью» с награждением чином секунд-майора.
Готовицкий Иван Николаевич определением Слободско-Украинского дворянского депутатского собрания 6 марта 1788 года внесён в третью часть дворянской родословной книги по заслугам своего отца, но метрики о рождении не представил, поэтому дело это в Герольдию направлено не было.
Определением временного присутствия Герольдии Правительствующего Сената от 26 февраля 1845 года и 25 октября 1855 года Михаил Иванович Готовицкий, отставной ротмистр Изюмского полка, находившегося в 1821—1826 годы в Саратовской губернии, по личным своим заслугам, признан с детьми: Виктором, Аркадием, Хрисанфом, Марией и Милитиной, в потомственном дворянском достоинстве, со внесением во вторую часть дворянской родословной книги Саратовской губернии.

Готовицкая Мария Михайловна

Дочь Михаила Ивановича Мария Михайловна Готовицкая с 1855 года являлась женой Шомпулева Виктора Антоновича, дворянина, позже служившего предводителем дворянства Саратовской губернии. Дети: дочь Шомпулева Вера Викторовна (1858—1936), дворянка; сын Владимир; дочери Валентина и Мария.
Сын Хрисанфа Михайловича (брата Марии Михайловны) — Николай Хрисанфович Готовицкий (1869, с. Грязнуха, Камышинский уезд — 19??, Герцег Нови, Черногория). Потомственный дворянин. Окончил Николаевское кавалерийское училище. Поручик запаса, земской начальник, член съезда Мировых судей. Состоял в землеустроительном комитете и был директором попечительного о тюрьмах комитете, член уездного комитета по общественным работам, действительный по выборам в губернском статистическом комитете. В 1917 году офицер 4-го драгунского полка, в 1918 году проживал в городе Вознесенске Херсонской губернии. При объявлении Украиной независимости от Советской России вступил в украинскую национальную армию. Эвакуировался 04.07.1920. Возвратился в Крым на корабле «Владимир». В русской армии до эвакуации Крыма. Галлиополец. В феврале 1921 в западном кавалерийском дивизионе. Оттуда попал в Черногорию, где и умер.
Потомки Николая Хрисанфовича Готовицкого известны до настоящего времени.

### Известные потомки Готовицких
- Правнук Готовицкой Марии Михайловны (внук Шомпулевой Веры Викторовны) — Андрей Петрович Кумаков (1901—1990), энтомолог.
- Праправнук Готовицкой Марии Михайловны (правнук Шомпулевой Веры Викторовны) — Вадим Андреевич Кумаков (1925—2005), профессор.

## Описание герба
Золотой щит разделён червлёным Андреевским крестом. На кресте накрест два золотых копья, остриями вверх. Щит увенчан дворянским коронованным шлемом. Нашлемник: накрест два золотых копья, остриями вверх, на них червлёные значки. Намёт: червлёный с золотом.
Герб рода Готовицких внесён в Часть 14 Общего гербовника дворянских родов Всероссийской империи, стр. 44.